# Hegermila octopartita
Hegermila octopartita är en svampart som beskrevs av Raitv. & Järv 1995. Hegermila octopartita ingår i släktet Hegermila och familjen Hyaloscyphaceae.   Inga underarter finns listade i Catalogue of Life.